# Renat Iljaz uułu
Renat Iljaz uułu (kirg. Ренат Ильяз уулу; ur. 1997) – kirgiski zapaśnik walczący w stylu klasycznym. Brązowy medalista mistrzostw Azji w 2020. 
Mistrz Azji U-23 w 2019. Mistrz Azji kadetów w 2014 roku.